# Lamprosema pedicialis
Lamprosema pedicialis là một loài bướm đêm trong họ Crambidae.